# Unie voor Peru
Unie voor Peru (Unión por el Perú, UPP) is een Peruviaanse politieke partij. De partij werd in 1994 opgericht door Javier Pérez de Cuéllar, de voormalig secretaris-generaal van de Verenigde Naties. De partij is oorspronkelijk een liberale middenpartij.
In 2005 vormde het een bondgenootschap met de Peruviaanse Nationalistische Partij die de 42-jarige voorzitter Ollanta Humala naar voren had geschoven als belangrijkste kandidaat voor de presidentsverkiezingen van 2006. De partij behaalde in de eerste ronde de meeste stemmen, maar verloor in de tweede ronde van Alan García van de Amerikaanse Populaire Revolutionaire Alliantie (APRA). In het parlement had de partij nog de meerderheid, maar kort na de verkiezingen splitste de fractie zich op, waardoor de APRA de meerheid van de parlementsleden leverde.